# Payena maingayi
Payena maingayi là một loài thực vật thuộc họ Sapotaceae. Loài này có ở Malaysia và Singapore.